# 金泉湖
金泉湖是一个位于中国贵州省凯里县的湖泊。